# کفشک راست‌روی بزرگ‌پولک
کفشک راست‌روی بزرگ‌پولک (نام علمی: Nematops grandisquama) نام یک گونه از راسته کفشک‌ماهی است.